# Pogon
Pogon (in greco Κάτω Πωγώνι, Kato Pogoni) è una frazione del comune di Dropull in Albania (prefettura di Argirocastro).
Fino alla riforma amministrativa del 2015 era comune autonomo, dopo la riforma è stato accorpato, insieme agli ex-comuni di Dropull i Sipërm e Dropull i Poshtëm  a costituire la municipalità di Dropull.

## Località
Il comune era formato dall'insieme delle seguenti località:
- Poliçan
- Skore
- Sopik
- Çatistër
- Mavrojer
- Hllomo
- Selck